# Стадниченко, Владимир Яковлевич
Владимир Яковлевич Стадниче́нко (род. 20 июня 1936, Кременчуг) — советский публицист, общественный деятель.

## Биография
Родился 20 июня 1936 года в Кременчуге (ныне Полтавская область, Украина) в семье военнослужащего.
В 1954—1958 годах — студент факультета журналистики КГУ имени Т. Г. Шевченко.
В 1959—1963 годах — корреспондент газеты «Советская образование». Кандидат исторических наук (1982).
Член КПСС с 1963 года.
В 1963—1983 годах — литературный сотрудник, ответственный секретарь, заместитель редактора, редактор «Рабочей газеты».
13 сентября 1983 — 5 августа 1988 — председатель Государственного комитета Украинской ССР по кинематографии.
В 1988—1993 годах — редактор газеты «Советская Украина» (с 1991 — «Демократическая Украина»).
В январе 1993 — январе 1995 — 1-й заместитель председателя Государственного комитета Украины по охране государственных тайн в печати и других средствах массовой информации.
В январе 1995 — феврале 1997 — заместитель министра по делам прессы и информации Украины.
В сентябре 1996 — сентябре 1999 — заместитель председателя — научный секретарь Комитета Государственных премий Украины имени Тараса Шевченко. С сентября 1999 года — заместитель председателя Комитета Государственных премий Украины имени Тараса Шевченко.
Депутат ВС УССР 11—12 созывов. Член Ревизионной комиссии КПУ (1981—1990). Член ЦК КПУ (1990—1991).

## Произведения
- «Тайвань: шаг в XXI век. Журналистские записи на рисовой бумаге» (1998) — отмечена Международной журналистской премией 1999 года
- «Чистая земля. Правдивые и искренние показания, свободные журналистские заметки искателя истины в глубинах времени, в пространстве мира» (2000)
- «Иду за Сковородой. Исповедь в любви к Учителю» (2002)
- «Лоно Дуная. Природа безмолвствует все громче» (2006)
- «Сафари: сон наяву. Стооке охота на кенийскую „большую пятёрку“: льва, леопарда, носорога, буйвола и слона» (2007)
- «Зеленый колокол» (2008)
- «Садовник счастья» (2012)

## Награды и премии
- заслуженный журналист Украины (1996)[3]
- орден Дружбы народов (1981)
- медали
- Государственная премия УССР имени Т. Г. Шевченко (1982) — за публицистические произведения последних лет
- премия имени И. Я. Франко в отрасли информационной деятельности (2012) — за книгу «Садовник счастья»